# Toy Story – Játékháború
A Toy Story – Játékháború (eredeti cím: Toy Story) 1995-ben bemutatott amerikai számítógépes animációs filmvígjáték, amely a Toy Story-sorozat első része, és az első egész estés Pixar-film. Az eredeti bemutatója az Egyesült Államokban és Kanadában 1995. november 22-én volt, Magyarországon pedig a következő márciusban a mozikban. A mozifilm jegyzi a mozi történetének első, teljes egészében számítógéppel alkotott egész estés produkcióját, s ezen úttörő momentum eléréséért John Lasseter, a rendező különdíjban részesült az 1996-os Oscar-gálán. A Toy Story – Játékháborút ezen felül három kategóriában jelölte az Amerikai Filmakadémia.
A film a mozipénztáraknál figyelemreméltó eredményeket ért el, hiszen az 1995-ös év legnagyobb bevételt hozó bemutatója lett Észak-Amerikában, míg világviszonylatban a második helyen futott be. Emellett egyöntetűen éltette a kritika, a technikai innovációk, az animáció és a szellemes, sziporkázóan ötletes forgatókönyv révén is gyakran illették dicsérő szavakkal. A DVD-kiadások mellett a Toy Story inspirálta kapcsolt termékek egész sora jelent meg, a videójátékoktól kezdve a jelmezeken és modellvasutakon át a cipőkig.
A film sikere folytatásokat is szült. A Toy Story – Játékháború 2. 1999-ben érkezett a mozikba, míg a harmadik epizód bemutatójára 2010 nyarán került sor, immáron 3D-s változatban is. E technológiával az első két részt is ismét műsorra tűzték a mozik, Észak-Amerikában 2009 végén, együtt, egy jegy áráért, Magyarországon pedig a következő év elején, külön, két hetes eltéréssel. 2019-ben a negyedik részt is bemutatták a mozikban. A mozifilmeket továbbá több kisfilm és tévéfilm is követte.

## Rövid történet
Egy cowboy bábu fenyegetve érzi magát és féltékeny, amikor egy új űrhajós figura kiszorítja őt, mint egy kisfiú szobájának legfőbb játékát.

## Cselekmény
Leváltottak, Woody?!
A régimódi cowboy-baba, Woody felderítőakciót szervez gazdája, Andy születésnapi buliján, ami néhány nappal Andy családjának új házba költözése előtt zajlik. Aggodalommal tölti el, hogy Andy egy új akciófigurát kap. A csillagharcos Buzz Lightyear csúcsszuper tartozékainak köszönhetően rövidesen átveszi Woody helyét mint Andy legkedvesebb játéka. Woody, Andy játékainak de facto vezetője nagy csalódásként éli meg mindezt; neheztel Buzzra, s ellenszenvét csak fokozza, hogy az új jövevény nincs tisztában vele: gyerekjáték csupán. Úgy hiszi, valódi űrpilóta, s Woody csak akadályozza „küldetésében”.
Mikor Andy családi programra indul, s csak egy játékot vihet magával, Woody megkísérli csapdába csalni Buzzt, hogy ő legyen a kiválasztott. Az íróasztal mögé próbálja betaszítani vetélytársát, ám terve balul sül el, s Buzz kiesik az ablakon. A többi játék Woody-t gyanúsítja azzal, hogy féltékenységében meg akarta ölni a csillagharcost. Megbüntetni azonban már nem tudják, mert Andy megérkezik, s Buzz híján Woody-t viszi magával az űrös környezetű Pizza Planéta étterembe. Buzz meglátja, amint Andy játékával együtt beszáll anyja autójába, s még sikerül felkapaszkodnia. Kérdőre vonja Woody-t, mialatt Andy anyukája tankol, ám szóváltásuk tettlegességig fajul, s végül kiesnek a járműből. A kocsi továbbhajt, a két jómadár pedig magára marad.
Fogd már fel, hogy te egy játékszer vagy!
Woody megpillantja a Pizza Planéta egy furgonját, amitől azt reméli, elviszi őt Andy-hez. Ráébred azonban, hogy csak úgy menekülhet meg a többi játék haragjától, ha Buzzt is magával viszi. Azt mondja hát neki, hogy a furgon eljuttatja őt egy űrhajóhoz. A Pizza Planétában Buzz belemászik egy játékhalászó gépbe, ami éppen úgy fest kívülről, mint egy űrjármű. Woody megpróbálja kimenekíteni, ám mindkettejüket kifogja Andy szomszédja, a játékkínzó Sid Phillips. Kétségbeesetten próbálnak megszökni Sid házából, hogy visszaérjenek a költözésre. Az idegen házban rémálomba illő, „mutáns” játékokba és egy vérszomjas kutyába botlanak. Buzz betéved egy szobába, ahol a tévében megpillantja az őt hirdető reklámfilmet. Összezavarodva és elszontyolodva kényszerül szembenézni valódi természetével, mikor rosszul sül el repülési kísérlete, s egyik karja kiesik helyéből. Woody képtelen rávenni a depressziós Buzzt szökési tervének megvalósítására, még akkor is, mikor a mutáns játékok, felfedve valódi arcukat, megjavítják törött karját.
Sid arra készül, hogy egy tűzijáték-rakétával felrobbantja Buzzt. Mikor már úgy tűnik, nincs sok hátra nekik, Woody bevallja Buzznak, hogy nagyon klassz játéknak tartja, ő maga pedig nem veheti fel a versenyt vele, hogy Andy kedvence legyen. Buzz összeszedi magát és úgy dönt, van értelme az életnek, még ha nem is csillagharcos, s segít Woody-nak. Sid azonban felébred, mielőtt el tudnának menekülni; megragadja a rakétára erősített Buzzt és a kertbe viszi a kilövéshez. Woody, együttműködve Sid mutáns játékaival, megmenti társát, s egyúttal ráijeszt Sidre, aki halálra váltan, hanyatt-homlok menekül el saját játékai elől. Hiába azonban minden erőfeszítés, Woody és Buzz lekési Andy-ék kocsiját, ami az új ház felé indult.
Buzz, te repülsz!
Célba veszik a költöztetőautót, amivel magukra vonják Sid kutyájának figyelmét. Buzz megmenti Woody-t a bestiától, ám ezáltal lemarad a teherautóról. Woody Andy távirányítós autójával siet a segítségére. Mikor kilöki a mozgó járműből, a többi játék azt hiszi, Woody ismét megpróbál megszabadulni valakitől, ezért őt is kitaszítják. Woody és Buzz igyekszik felzárkózni, azonban Távirány elemei lemerülnek. Woody-nak eszébe jut a rakéta Buzz hátán, aminek élesítésével sértetlenül huppannak be Andy mellé.
Woody és Buzz, Andy két kedvence barátokká váltak, ami bizalmat gerjeszt a játékok körében. Együtt vezetik a karácsonyi felderítő-akciót, hogy felmérjék az újonnan érkezőket – akik között akad egy élő kölyökkutya is!

## Szereplők
| Játék          | Eredeti hang      | Magyar hang       | Leírás |
| -------------- | ----------------- | ----------------- | --- |
| Woody          | Tom Hanks         | Stohl András      | Régimódi, felhúzásra beszélő cowboy-rongybaba. Andy kedvenc játéka, különleges helye van gazdája ágyán. Woody tölti be a játékok között a vezéregyéniség szerepét, komoly tekintélynek örvend. Mikor azonban vetélytársa akad, hamar felszínre kerülnek addig nem ismert tulajdonságai is. |
| Buzz Lightyear | Tim Allen         | Dörner György     | Űrvadász a Csillagkommandóból. Egy új gyártású, műanyag játék elektronikus hanggal, rugós szárnyakkal, vakító lézerrel és egy rakétahajó-dobozzal. Andy ajándékba kapja születésnapjára, érkezése alaposan felforgatja a játékok életének megszokott rendjét. Míg a legtöbb játék ámulatba esik spéci felszerelése és küldetéstudata láttán, Woody-t kevésbé nyűgözi le és vetélytársat lát benne. |
| Krumplifej úr  | Don Rickles       | Forgács Gábor     | Szókimondó és szarkasztikus játék a Hasbro cégtől, akinek végtagjai és érzékszervei leszerelhetők krumplit formáló testéről. |
| Rex            | Wallace Shawn     | Lippai László     | Kisebbrendűségi komplexussal megvert, műanyag Tyrannosaurus játékbábu, amely attól fél, nem elég ijesztő. |
| Slinky         | Jim Varney        | Kristóf Tibor     | Tacskó játékkutya, hosszúra nyújtható, rugós testtel. Woody legközelibb, hű barátja. |
| Guba           | John Ratzenberger | Kocsis György     | Szellemes malacpersely. |
| Bo Peep        | Annie Potts       | Farkasinszky Edit | Porcelánból készült pásztorlánybaba, Woody vonzalmának tárgya. |
| Őrmester       | R. Lee Ermey      | Rosta Sándor      | A kis zöld műanyag katonákból álló hadsereg elhivatott, precíz parancsnoka. Őrmester és katonái gyakran segítik ki játéktársaikat megfigyelési képességeikkel. |
| Lenny          | Joe Ranft         | Keresztes Sándor  | Műanyag távcső, melynek szolgálatait gyakran veszi igénybe a többi játék. |
| Ember          | Eredeti hang      | Magyar hang       | Leírás |
| Andy Davis     | John Morris       | Szalay Csongor    | Nyolcéves kisfiú, Woody és a többi játék szerető tulajdonosa. |
| Sid Philips    | Erik von Detten   | Szőke András      | A szomszéd fiú, aki élvezi kínozni a játékait, így azok rettegnek tőle. |
| Mrs. Davis     | Laurie Metcalf    | Csomor Csilla     | Andy édesanyja. |
| Hannah Philips | Sarah Freeman     | Molnár Ilona      | Sid kishúga. |

## Háttér

### Forgatókönyv és előkészületek

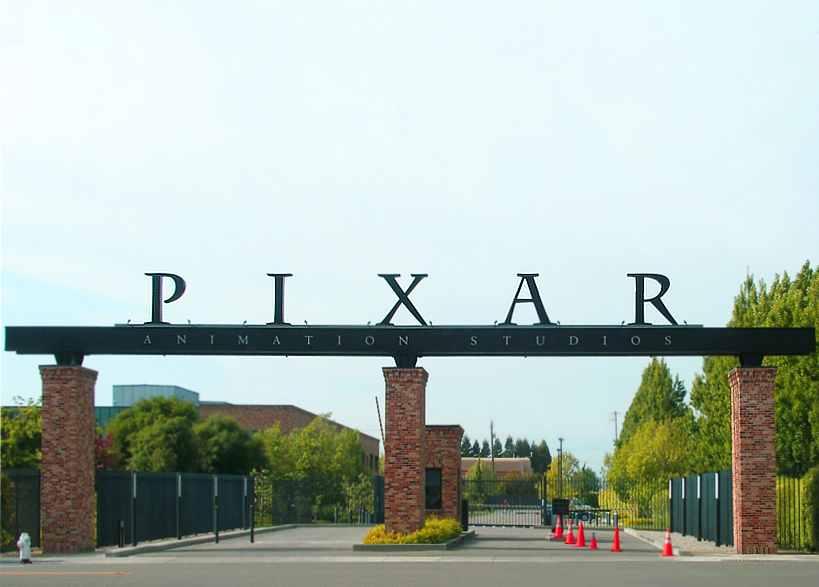
Bejárat a Pixar központjába, Emeryville, Kalifornia

John Lasseter első tapasztalatait a számítógépes animációval kapcsolatban akkor szerezte, mikor animátorként dolgozott a Disney-nél. Két barátja megmutatott neki egy kulcsjelenetet a Tron, avagy a számítógép lázadása című filmből. Szemkápráztató élmény volt ez Lasseter számára, s felnyitotta előtte a komputeranimáció új médiumában rejlő lehetőségek tárházát. Lasseter később a Lucasfilmnél kapott állást, majd alapító tagja lett a Pixarnak. Utóbbi cég Oscar-díjas rövidfilmje, a Bádogjáték (amit maga Lasseter rendezett) és CAPS-projektjeik felkeltették a Disney érdeklődését, s egy 1990-es, Jeffrey Katzenberggel való találkozót követően a Pixar megbízást kapott egy televíziós különkiadásra A Tin Toy Christmas címmel. 1991 májusra Katzenberg és Steve Jobs közötti hosszú tárgyalás sorozat eredményeként megállapodás született egy egész estés filmre kiterjedő közös munkáról, ami a Tin Toy szereplőin alapszik, s a Toy Story címet viseli. A szerződés értelmében a Disney kizárólagos jogokkal bír a film és a karakterek felett, a Pixar a jegybevételek 12,5%-át kapja, a Disney viszont (kártérítés ellenében) bármikor leállíthatja a projektet, gyakorolja a művészi kontrollt és joga van elkészíteni a filmnek két másik részét illetve ezen felül további folytatásokat akár a Pixar nélkül is.
A Toy Story forgatókönyvére komoly hatást gyakoroltak Robert McKee forgatókönyvíró ötletei. Az írás számos változaton esett át végleges formája előtt. Lasseter úgy ítélte, Tinny, a Tin Toy főszereplője „túlontúl elavult”, ezért a karaktert katonai játékfigurára változtatták, majd űrös jelleget kapott. Tinny neve Lunar Larry lett, majd Tempus és Morph, mígnem a Buzz Lightyearnél állapodtak meg (Buzz Aldrin asztronauta után). A szereplő kinézetét az Apollo űrhajósainak ruháiról és a G. I. Joe-akciófigurákról mintázták. Egy második szereplőt eredetileg egy hasbeszélő bábujának képzeltek el, amiből aztán egy kitömött, felhúzhatós cowboybaba lett, s a Woody nevet kapta, Woody Strode western-színészről. A történet azonban nem tetszettek a Disney képviselőinek. Jeffrey Katzenberg -a Disney filmrészleg vezetője – azt javasolta Lasseternek, hogy „buddy film” (haverfilm) -ként csinálja meg a történetet, ahol ellentétes jellemű karakterek kerülnek egymás mellé és össze kell tartaniuk, mint a 48 óra és A megbilincseltek filmekben. Egy buddy filmben a szereplők szublimálnak, leszakad a karjuk, utálják egymást. Nem a nyílt érzelmek dominálnak.” A Disney szintén felkereste Joel Cohent, Alec Sokolow-t, majd később Whedont is, hogy segítsenek a szkript fejlesztésében. Szerették volna továbbá, ha a film kielégíti a gyermekek mellett az idősebb korosztályt is, ezért a felnőtt közönséget megcélzó elemeket kértek a produkcióba. Jeffrey Katzenberg és más Disney vezetők többszörös módosítása miatt végül Woody ellenszenves és erőszakos karakterré vált. A stúdió 1993. január 19-én bólintott rá a filmre, s ekkor kezdődhetett meg a szinkronhangok kiválasztása. Lasseter mindig is Tom Hanks-et szerette volna megnyerni Woody hangjának. Állítása szerint a színész „...képes arra, hogy bármilyen érzelemmel telve is rokonszenves legyen. Még akkor is, ha lecsúszott és megvetendő figurát játszik, mint a Micsoda csapat!-ban.” Mikor Hanks látott néhány korai tesztfelvételt, amibe beleillesztették szövegét az Egyik kopó, másik eb című korábbi filmjéből, le is szerződött a filmhez. Billy Crystal visszautasította a szerepajánlatot, amit később megbánt. Jeffrey Katzenberg, a Disney akkori elnöke ezután Tim Allennek, a Disney Házi barkács című televíziós sorozatának főszereplőjének ajánlotta fel a szinkronmunkát, aki elfogadta a feladatot. Mind Hanks és Allen számára ez volt az első animációs megmérettetés.
1993. november 19-én a Pixar bemutatta a film egy korai vázlatát a Disney-nek. Az eredmény katasztrofális volt: a Walt Disney Feature Animation elnöke, Peter Schneider – aki amúgy sem örült a külsős munkának – azonnal leállíttatta a produkciót. A Pixar kért még egy esélyt egy átdolgozott verzió bemutatására és ezúttal figyelmen kívül hagyta a Disney vezetőinek Woodyra vonatkozó javaslatait és kedves karakterré formálták át. Három hónap után bemutatták az új történet vázlatát, amire a Disney vezetése rábólintott, így folytatódhatott a munka. A leállás miatti költségkiesést végül Steve Jobs saját zsebből finanszírozta. A szinkronszínészek márciusban vették fel új szövegeiket.
Whedon ötlete volt bevonni a történetbe Barbie-t, aki megmentené Woody-t és Buzzt a film végén. Erről le kellett tenniük, mivel a babákat gyártó Mattel ellenvetett és nem egyezett bele a játék felhasználásába. Ralph Guggenheim producer elmondta, a cég „filozófiája szerint a Barbie babával játszó lányok kivetítik személyiségüket a babára. Ha a baba megszólal és animálják, saját személyiséget kap, ami nem biztos, hogy minden kislány álma és vágya.” A Hasbro hasonlóképpen nem járult hozzá a G.I. Joe licencbe bocsátásához, ellenben a Mr. Potato Head (azaz Krumplifej úr) szerepeltetését engedélyezte. A filmhez kapcsolódó játékokat a Thinkway Toys gyártotta, akik 1995-ben az egész világra terjedő licencet megszerezték.

### Animáció
A korábbi Disney animációs filmek jóval költségesebbek voltak, és sokkal több animátor munkáját igényelték. A Toy Story 30 millió dollárból készült, 110 animátor közreműködésével. Az 1994-ben bemutatott Az oroszlánkirály például 45 millió dollárba került és 800 szakember dolgozott rajta. Lasseter így nyilatkozott a számítógépes animáció filmes kihívásairól: „A dolgoknak sokkal organikusabbnak kellett látszaniuk. Minden levelet és fűszálat külön létre kellett hoznunk. Mindennek történetet kellett adnunk. Az ajtókon látszik a csapkodás, a padlókon a kopottasság.”
A filmhez rajzolt sztoribordokkal láttak hozzá, amik segítették az animátorokat a szereplők kialakításában. 27 animátor 400 3D-s komputer-modellt használva animálta a figurákat, de volt olyan szereplő, amelyet először agyagból formázták meg. Mikor elkészült a modell, az animációs változók voltak soron, amiknek bekódolásával minden szereplő különböző mozgatókat nyert, így képes lett beszédre, járásra és ugrásra. Mindegyik közül Woody volt a legösszetettebb, lévén 723 animációs változóra volt szüksége, amiből 212 az arcához és 58 a szájához kellett. Hogy a színészek szinkronizálni tudják a szereplőket, az animátorok részletesen kidolgozták a szájmozgást és arckifejezéseket; egy 8 másodperces képkocka egy teljes hétbe telt. Ezt követően a szakemberek összeállították a jeleneteket, új sztoribordot hoztak létre a számítógép-animált szereplőkkel. Ezután helyükre kerültek az árnyékok, a fények és a vizuális effektek, s végül 300 számítógép-processzor segítségével renderelték a filmet végső formájába. Az utómunkálatok során a hangeffekteket vegyítették a zenei hangsávval a Skywalker Soundnál. Összesen 800 ezer gépi munkaórára és 114 240 képkockányi animációra volt szükség a filmhez, s minden egyes képkocka 2-15 órát igényelt.
A film elkészítése négy évet vett igénybe.

## Bemutató

### Moziforgalmazás és 3D-s újrabemutató
A film bemutatója előtt Steve Jobs executive producer úgy nyilatkozott, „Ha a Toy Story mérsékelt sikert arat – mondjuk 75 millió dolláros bevételt ér el –, akkor megtérülünk [a Pixar és a Disney]. Ha hoz 100 milliót, profitálunk is. De ha tényleg kasszát robbant és 200 milliót vagy többet gyűjt, szép pénzt keresünk rajta, a Disney meg rengeteg pénzt keres rajta.” A Disney elnöke, Michael Eisner szerint „Nem hiszem, hogy bármelyik fél gondolta volna, hogy ilyen jól sül el a Toy Story. A technológia briliáns, az összeválogatott szereplők szintúgy, s szerintem a történet is megindítja az embert. Higgyék el, mikor döntöttünk a közös munkáról, nem gondoltuk volna, hogy az első filmjük lesz az 1995-ös karácsonyi produkciónk, vagy hogy önmagában egyáltalán megállja majd a helyét.” A marketingre a Disney 20 millió dollárt költött, a Burger King, a PepsiCo, a Coca-Cola és a Payless ShoeSource pedig 125 millió dollárt fizetett a kapcsolódó promóciók keretében, amire egy marketingkonzultáns a következőképpen reagált: „Szenzációs üzlet. Ha egy kölyök végigül egy másfél órás filmet tele beazonosítható játékszereplőkkel, hogy ne akarna magának egy sajátot?”
A Toy Story premierje 1995. november 19-én volt a kaliforniai Hollywoodban. A mozik 1995. november 22-én tűzték műsorra, az ötnapos Hálaadás-hétvégén. Kezdetben 2281 filmszínház játszotta, később 2574-ben is látható volt, s 37 hét után volták ki a forgalomból. A filmet a berlini filmfesztiválon is vetítették versenyen kívül 1996. február 15. és 26. között.
Észak-Amerikában 2009. október 2-án a Toy Story-t ismét műsorra tűzték, ezúttal 3D-s formátumban. A film a második résszel együtt került újra a mozikba az eredeti tervek szerint két hét erejéig, amit a kedvezőnek ítélt eredményekből kifolyólag meghosszabbítottak, így végül öt hétig volt látható. Lasseter így kommentálta az új premiert: „A Toy Story-filmek és szereplőik mindig különleges helyet fognak elfoglalni szívünkben, s nagyon izgatottak vagyunk, hogy visszahozhatjuk ezt a mérföldkőnek számító filmet a közönségnek, hogy teljesen új módon élvezhessék, köszönhetően a legújabb 3D-s technológiának. Mivel a Toy Story 3 újabb nagyszerű kalandnak ígérkezik Buzz, Woody és Andy szobájának többi lakója számára, úgy gondoltuk, remek lenne a nézőknek lehetőséget adni, hogy újból átéljék az első két filmet egy vadonatúj megközelítésből.” Magyarországon 2010. január 28-án mutatta be a Fórum Hungary az első rész 3D-s verzióját.

### Fogadtatás
A Toy Story – Játékháború egyöntetű kritikai ovációt élvezett. A professzionális kritikusok írásait összegyűjtő Rotten Tomatoes oldalán feltüntetett 68 újságíró 100%-a pozitív véleményének adott hangot, átlagosan 8,9 ponttal jutalmazva a filmet a maximális 10-ből. Ezzel a Toy Story a weboldal legjobb kritikákat kapott filmek listáján a 7. helyet foglalja el. A súlyozott átlaggal dolgozó Metacritic weboldalán „kedvező” kritikai minősítést érdemelt ki a film, 16 kritikus írása alapján 92/100 pontot elérve. A recenzorok a számítógépes animáció, a szinkronhangok és azon tulajdonsága okán éltették a produkciót, hogy számos korcsoportot képes megszólítani.
Leonard Klady, a Variety munkatársa szerint az animáció „szemkápráztató technikájú és szokatlan látványú. A kamera szédítő módon játszik a nézővel, amitől jó eséllyel áll el az ember lélegzete.” Roger Ebert a Chicago Sun-Times oldalain a Roger nyúl a pácbanéhoz mérte a film innovatív animációját: „Mindkét film darabjaira szedi a mozis látványvilágot, majd újra összeilleszti, hogy egy új megközelítésből láthassuk.” Az animációs megoldásnak köszönhetően Richard Corliss a Time-tól az év legleleményesebb vígjátékának kiáltotta ki a Toy Story-t.
A szinkron-szereposztást szintén méltatta több kritikus is. A USA Today munkatársa, Susan Wloszczyna egyetértett Hanks és Allen kiválasztásával a főszerepekre. Kenneth Turan a Los Angeles Times-tól azt állította, „Tom Hanks vezetésével, aki felbecsülhetetlen értékű súlyt és hitelességet kölcsönöz Woody-nak, a Toy Story az utóbbi idők egyik legjobban szinkronizált animációs filmje, amiben minden színész ... erős jelenlétről tesz bizonyságot.” Számos újságíró ismerte el a film erényeként, hogy több korosztályhoz is szól, különösen a kisgyerekekhez és a felnőttekhez. Owen Gleiberman az Entertainment Weekly-ben így írt erről: „Megvan benne a tisztaság és a képzelet elragadtatott szabadsága, ami a legnagyobb gyerekfilmeket fémjelzi. Szintén felfedezhetők benne azok a csintalan célzások, amik alkalmanként a felnőtteket még jobban csiklandozzák, mint a gyerekeket.”
A Játékháború a FilmVilág munkatársának tetszését is elnyerte: „És hogy milyen tanulságokkal szolgál ez a háromdimenziós kompjutertechnikával megalkotott Walt Disney szuperprodukció? Csak annyival, amit a néző, ha örökifjú mindig is sejtett: a játékoknak lelke van, méghozzá nem is akármekkora” – írja Hungler Tímea a lap hasábjain.
1995-ben a filmet a Times nyolcadiknak sorolta az éves tízes listáján. 2003-ban az Online Filmkritikusok Társasága minden idők legnagyszerűbb animációs filmjének választotta a Toy Storyt. 2007-ben a Visual Effects Society huszonkettediknek választotta azon 50 film listáján, amely minden idők legnagyobb hatású vizuális effektusait vonultatta fel. 2005-ben, vagyis az első évben, amikor a szabályzata értelmében ez lehetővé vált, az Egyesült Államok Nemzeti Filmmegőrzési Bizottsága beválasztotta a filmet a Nemzeti Filmarchívumba. Az Amerikai Filmintézet 99. helyre sorolta a 100 legjobb amerikai filmet számba vevő listáján, s hatodik legjobbnak szavazták meg az animációs műfajban.

### Bevételek
A Toy Story – Játékháború első öt napja során (a Hálaadás hétvégéjén) az észak-amerikai piacon 39,1 millió dollárt gyűjtött, a péntek-vasárnapra vonatkozó, nyitóhétvégei adat pedig 29,1 millió dollárt mutatott, ami az első helyhez juttatta. A film további két héten át vezette a nézettségi listát, majd a Jumanji a második helyre szorította. 1995 legnagyobb bevételt elért produkciója lett, maga mögé utasítva olyan nyári sikerfilmeket, mint a Mindörökké Batman és a szintén Tom Hanks főszereplésével készült Apolló 13. Bemutatója idején ezen felül harmadik lett az animációs filmek örök-ranglistáján Az oroszlánkirály és az Aladdin mögött. A Toy Story végső bevétele az Egyesült Államokban és Kanadában 191,8 millió dolláron alakult, míg a világ többi részéről további 170,2 millió dollárnak megfelelő összeg folyt be; világviszonylatban ez 362 millió dollárt jelent, aminél jobb eredményt abban az évben csak Az élet mindig drága ért el.
Európában 1996 márciusától kezdték vetíteni a filmet, a magyar bemutató március 28-án volt. Miután lekerült a műsorról, a forgalmazó InterCom 1996. szeptember 5-én ismételten mozikba küldte, s így 2539 előadáson, országosan 178 ezer néző váltott rá jegyet, ami 20,9%-os kihasználtságot eredményezett. A 17 kópián bemutatott 3D-s verzió 14 536 nézőt vonzott 2010 elején 917 előadáson, ami 21,2 millió forintos bevételt jelentett.

### Díjak és jelölések
John Lassetert 1996-ban különdíjjal tüntették ki az Oscar-gálán azon „technikák kifejlesztéséért és ihletett alkalmazásáért, amelyek lehetővé tették az első egész estés számítógép-animációs film” létrejöttét. A film ezen felül három kategóriában szállt versenybe: jelölték a(z eredeti) forgatókönyvét, a kísérőzenét és a „You've Got a Friend in Me” (magyarul: „Ha vár egy jó barát”) című dalt, amely Randy Newman szerzeménye. A film két Golden Globe-jelöléssel büszkélkedhet: esélyes volt a legjobb film (vígjáték/zenés film) és a legjobb betétdal (ismételten a „You've Got a Friend in Me”) kategóriákban. A Brit Filmakadémia a vizuális effektusaiért jelölte, a Los Angeles-i Filmkritikusok Szövetsége és a Kansas City Filmkritikusok Köre pedig a legjobb animációs filmnek választotta. Az animációs produkciókat díjazó Annie Awards díjkiosztóján nyolc díjjal gazdagodtak az alkotók, köztük a legjobb animációs filmével.
Oscar-díj (1996)
- jelölés: legjobb eredeti forgatókönyv – Joss Whedon, Joe Ranft, Andrew Stanton, Peter Docter, John Lasseter, Alec Sokolow, Joel Cohen
- jelölés: legjobb vígjáték filmzene – Randy Newman
- jelölés: legjobb eredeti filmdal Randy Newman – "You've Got a Friend"

Golden Globe-díj
- jelölés: legjobb vígjáték vagy musical
- jelölés: legjobb eredeti filmdal Randy Newman – "You've Got a Friend"

### Lakossági megjelenések
A Toy Story észak-amerikai VHS- és lézerlemez-megjelenése 1996. október 29-én volt. Az első heti videókazetta-eladások 5,1 millió dolláros forgalmat hoztak, amivel a film a hét legkeresettebb címe lett. Az első évben több mint 21 és fél millió példányt értékesítettek belőle. 2000. január 11-én a Gold Classics Collection-sorozatban újfent megjelent videón, s a kazettán helyet kapott a Bádogjáték című rövidfilm is; az új kiadásból újabb kétmillió darab fogyott. A videokölcsönzésekből az Egyesült Államokban 103,2 millió dollár folyt be.
DVD-n a film első ízben 2000. október 17-én látott napvilágot a második résszel egybecsomagolva; később külön is megvásárolhatóvá váltak. Ugyanekkor jelent meg a háromlemezes „Ultimate Toy Box” díszkiadás, ami a két film mellett egy egész lemeznyi extrát is tartalmazott. 2005. szeptember 6-án került sor Sony PlayStation Portable tulajdonosoknak szánt UMD-megjelenésre, illetve a kétlemezes 10. évfordulós kiadásra, amire felkerült a korábbi bónuszanyag java, továbbá újdonságként egyebek mellett egy visszatekintő tíz év távlatából John Lasseter közreműködésével. A Disney 2009. január 31-én vonta ki a forgalomból a Toy Story DVD-t, majd a 2010 márciusi Blu-ray megjelenéssel egybekötve került ismét a boltok polcaira egy új kiadás.
Magyarországon szintén közel egy évet kellett várni a lakossági hozzáférésre. Az InterCom 1997. február 18-án tette elérhetővé a filmet a boltokban, a Disney-rajzfilmek hagyományaihoz híven egy időben a kölcsönzői megjelenéssel. A hazai DVD-megjelenés dátuma megegyezik az észak-amerikaival, s sor került az első és második rész együttes kiadására is, 2001. december 4-én. Hazánkban a filmet és első folytatását szintén 2010 márciusában adták ki Blu-rayen, ugyancsak mellécsomagolva az új DVD-változatot, de ez utóbbi külön is kapható lett.

## Filmzene
Lasseter ellenezte, hogy a filmből Az oroszlánkirály és az Aladdin szellemiségét követő musical készüljön. A Disney azonban ezt a formát preferálta, mondván, „A musical a mi irányzatunk. A dalra fakadás remekül segíti a cselekmény előremenetelét. Levesz némi terhet a szereplők válláról.” Később azonban változtattak álláspontjukon, s Randy Newmant választották ki a film zenéjének megkomponálására; ez volt a zeneszerző első animációs munkája. Lasseter szerint „Dalai megérintenek, szellemesek és szatirikusak, és biztosítják az érzelmi alátámasztást minden jelenethez.” A film legismertebb dalát, a „You've Got a Friend in Me”-t Newman egyetlen nap alatt írta.
A Toy Story filmzene-albumát a Walt Disney Records készítette el, s a film bemutatójának hetében, 1995. november 22-én adták ki. Newman munkáját dicsérő szavakkal illették, úgymint „élénk, lelkesítő filmzene”. A kritikai siker ellenére az album csak a 94. helyig jutott a Billboard 200-as listáján. 1996. április 22-én a „You've Got a Friend in Me” külön is megjelent CD-n és kazettán. Noha fizikai formában az album már nem hozzáférhető, online kiskereskedelmi képviseletektől, így az iTunes Store-tól digitálisan megvásárolható.
- Tracklista[61][71]
- Az összes dal szerzője Randy Newman.

| Zeneszámok listája | Zeneszámok listája                                        | Zeneszámok listája | Zeneszámok listája | Zeneszámok listája | Zeneszámok listája | Zeneszámok listája | Zeneszámok listája | Zeneszámok listája | Zeneszámok listája |
| #                  | Cím                                                       | Hossz              |                    |                    |                    |                    |                    |                    |                    |
| ------------------ | --------------------------------------------------------- | ------------------ | ------------------ | ------------------ | ------------------ | ------------------ | ------------------ | ------------------ | ------------------ |
| 1.                 | You've Got a Friend in Me (előadja Newman)                | 2:04               |                    |                    |                    |                    |                    |                    |                    |
| 2.                 | Strange Things (előadja Newman)                           | 3:18               |                    |                    |                    |                    |                    |                    |                    |
| 3.                 | I Will Go Sailing No More (előadja Newman)                | 2:57               |                    |                    |                    |                    |                    |                    |                    |
| 4.                 | Andy's Birthday                                           | 5:58               |                    |                    |                    |                    |                    |                    |                    |
| 5.                 | Soldier's Mission                                         | 1:29               |                    |                    |                    |                    |                    |                    |                    |
| 6.                 | Presents                                                  | 1:09               |                    |                    |                    |                    |                    |                    |                    |
| 7.                 | Buzz                                                      | 1:40               |                    |                    |                    |                    |                    |                    |                    |
| 8.                 | Sid                                                       | 1:21               |                    |                    |                    |                    |                    |                    |                    |
| 9.                 | Woody and Buzz                                            | 4:29               |                    |                    |                    |                    |                    |                    |                    |
| 10.                | Mutants                                                   | 6:05               |                    |                    |                    |                    |                    |                    |                    |
| 11.                | The Big One                                               | 2:51               |                    |                    |                    |                    |                    |                    |                    |
| 12.                | Hang Together                                             | 6:02               |                    |                    |                    |                    |                    |                    |                    |
| 13.                | On the Move                                               | 6:18               |                    |                    |                    |                    |                    |                    |                    |
| 14.                | Infinity and Beyond                                       | 3:09               |                    |                    |                    |                    |                    |                    |                    |
| 15.                | You've Got a Friend in Me (előadja Newman és Lyle Lowett) | 2:42               |                    |                    |                    |                    |                    |                    |                    |
| 51:44              |                                                           |                    |                    |                    |                    |                    |                    |                    |                    |

Magyar változatban
| Magyar                            | Magyar                      | Angol                                   | Angol                    |
| Dal                               | Előadó                      | Dal                                     | Előadó                   |
| --------------------------------- | --------------------------- | --------------------------------------- | ------------------------ |
| Vár rád egy jó barát              | Berki Tamás                 | You've Got a Friend in Me               | Randy Newman             |
| Zűrlény                           | Berki Tamás                 | Strange Things                          | Randy Newman             |
| Van e élet az álmok után          | Berki Tamás                 | I Will Go Sailing No More               | Randy Newman             |
| Vár rád egy jó barát (vége főcím) | Berki Tamás Zareczky Miklós | You've Got a Friend in Me (end credits) | Randy Newman Lyle Lovett |

## A film hatása
A Toy Story – Játékháború jelentős hatással bírt a filmiparra innovatív számítógépes animációjával. A film megjelenését követően számos gyártót kezdett érdekelni a filmben használt technológia. A grafikus kártyákat készítők a személyi számítógépek számára képzeltek el hasonló animációs megvalósítást; játékfejlesztők igyekeztek az animációt átültetni videójátékokba és a robotika kutatói próbálkoztak a film élethű szereplőihez hasonlatos mesterséges intelligenciát építeni gépeikbe. Különböző szerzők a Don Quijote interpretációját vélték felfedezni, mások a humanizmus jegyeit látták meg benne. Mindezen felül mély nyomot hagyott a kultúrában és popkultúrában szállóigévé vált mondatával („A végtelenbe és tovább!”), folytatásaival és szoftvereivel, egyebek mellett.

### „A végtelenbe és tovább!”
Buzz Lightyear klasszikussá vált mondata, az „A végtelenbe és tovább!” nem csupán pólók felirataként jelent meg, de filozófusok és elméleti matematikusok között is vita tárgyát képezte. Matematikusok rámutattak, hogy nem lehetséges a végtelenen túlmenni a matematikában, s az idézet csak a „showbizben” érvényes. Lucia Hall a The Humanits-tól a humanizmus közvetítéséhez kötötte a film történetét. Az említett sort a „Mindezt és a mennyországot is!”-hez hasonlította, ami szerint az egyén boldog a földi életben és a túlvilági életben is. 2008-ban asztronauták magukkal vittek egy Buzz Lightyear figurát a világűrbe a Discovery űrrepülőgép fedélzetén egy oktatási program keretében, miközben a szállóigét ismételgették. A bábut zéró gravitációs kísérletekben használták. Szintén 2008-ban, a mondat nemzetközi híradásokba is bekerült, mikor arról tudósítottak, hogy egy apa és fia folyamatosan ismételgette azt egymásnak jelezve, miközben a hullámokkal küzdöttek 15 órán keresztül az Atlanti-óceánban.

### Folytatások, show-k, spin-offok
A Toy Story – Játékháború több folytatást is szült. A Toy Story – Játékháború 2.-t kezdetben egyenesen videóra szánták, s az előkészületei már 1996-ban megkezdődtek. Mikor azonban az első rész teljes színészgárdája visszatért és a történetet az átlagos videofilmekénél jobbnak találták, 1998-ban bejelentették, hogy a folytatás mozikba kerül. Az új film hasonló, ha nem jobb kritikai fogadtatásban részesült, szintén 100%-os értékelést kivívva a Rotten Tomatoes-on, s bevétel szempontjából is messze felülmúlta elődjét. A Toy Story 3. észak-amerikai bemutatója 2010. június 18-án volt, Magyarországon pedig egy nappal előbb; a harmadik epizód már 3D-s és IMAX 3D-s változatban is látható. 2019-ben még egy folytatása született, amit 2019. június 21-én mutattak be az amerikai mozik, Magyarországon pedig egy nappal korábban, június 20-án.
1996 novemberében bemutatkozott a Disney on Ice: Toy Story jégshow a szereplők eredeti hangjainak közreműködésével és Randy Newman zenéjével. 2008 áprilisában a Disney Wonder sétahajó bemutatta a Toy Story: The Musicalt utasai számára.
A Toy Story inspirált továbbá egy videón bemutatott spin-off animációs filmet, Buzz Lightyear of Star Command: The Adventure Begons címmel, illetve egy rajzfilmsorozatot, a Buzz Lightyear of Star Commandet. A film és a sorozat is Buzz Lightyeart követi nyomon, aki Star Command-beli barátaival igyekszik fenntartani a rendet a galaxisban. Noha érték bírálatok amiatt, hogy szakított a két korábbi film animációs technikájával, a film hárommillió példányban kelt el az első héten videókazettán és DVD-n. A sorozat két évadot ért meg.

### Szoftverek és kapcsolt termékek
A Disney's Animated Storybook: Toy Story és a Disney's Activity Center: Toy Story című szoftverek Windows és Mac számára is megjelentek. Előbbi 1996 legkeresettebb címe lett, több mint félmillió darabot adtak el belőle. A filmhez kapcsolódóan két konzoljátékot adtak ki: a Toy Story videójáték Sega Genesisszel, Super Nintendo Entertainment Systemmel, Game Boy-jal és PC-vel is kompatibilis volt, míg a Toy Story Racer Sony Playstation tulajdonosoknak készült; ebben a játékban a Toy Story 2 egyes elemei is felbukkantak. A játékok animációs megjelenítésében a Pixar is részt vett.
A Toy Story – Játékháború promóciója hatalmas méreteket öltött már a bemutató előtt. A kapcsolt termékek sorát a mozis vetítés és a VHS-megjelenés idején többek között játékok, ruházati termékek és cipők gyarapították. A Buzz Lightyear és Woody seriff figurák kezdetben nem foglalkoztatták a kiskereskedőket, azonban az eladott darabok száma elérte a negyedmilliót már a premiert megelőzően, és a kereslet nőttön nőtt; 2007-ig több mint 25 milliót értékesítettek a játékokból.
A Debian GNU/Linux disztribúció egyes kiadásainak a film szereplői szolgáltatják a kódnevet.